# Districtul Nong Hin
Nong Hin (în thailandeză หนองหิน) este un district (Amphoe) din provincia Loei, Thailanda, cu o populație de 23.255 de locuitori și o suprafață de 435,0 km².

## Componență
Districtul este subdivizat în 3 subdistricte (tambon), care sunt subdivizate în 34 de sate (muban).
| Nr. | Nume     | În thailandeză | Sate | Locuitori |  |
| --- | -------- | -------------- | ---- | --------- |  |
| 1.  | Nong Hin | หนองหิน         | 14   | 9,711     |  |
| 2.  | Tat Kha  | ตาดข่า          | 5    | 4,060     |  |
| 3.  | Puan Phu | ปวนพุ           | 15   | 9,484     |  |